# Ван Пінь
Ван Пінь (кит. трад. 王频, піньїнь: Wáng Pin; нар. 11 грудня 1974, Шанхай) — китайська шахістка, гросмейстер серед жінок (1992).

## Біографія
Від початку 1990-х до початку 2000-х років була однією з найсильніших шахісток Китаю. 1991 року на міжзональному турнірі (відбіркового циклу чемпіонату світу серед жінок) поділила 5-те місце і потрапила на турнір претенденток. 1992 року на турнірі претенденток у Шанхаї зіграла невдало, поділивши 7-9-те місце. 1993 року на міжзональному турнірі в Джакарті не змогла повторити попередній успіх і залишилася на 11-му місці. 1998 року в Роттердамі перемогла на чемпіонаті світу серед студенток. У 2002 році перемогла на чемпіонаті Китаю серед жінок.
Брала участь у чемпіонатах світу за олімпійською системою:
- 2001 року в Москві пройшла в другий раунд, але там поступилась Елізабет Петц[5];
- 2004 року в Елісті в першому раунді знову програла Елізабет Петц[6].

Успішно представляла збірну Китаю на найбільших командних турнірах:
- у шахових олімпіадах брала участь чотири рази (1992, 1996-1998, 2002). У командному заліку завоювала дві золоті (1998, 2002), срібну (1996) та бронзову (1992) медалі;
- у командних чемпіонатах Азії серед жінок взяла участь у 1999 році, і в командному, і в особистому заліку завоювала золоті медалі[7];
- 2001 року в матчі збірних Росії і Китаю набрала 3 очки з 6 можливих[8].